# FN P90
FN P90 (zkratka z celého jména Project 90) je označení moderní automatické zbraně, která byla vyvinuta pro posádky vozidel firmou Fabrique Nationale de Herstal na žádost NATO.
16. dubna 1989 vydalo NATO dokument D/296, v němž je uveden požadavek na vývoj nové zbraně pro osobní obranu, která by odpovídala moderním poznatkům a potřebám vojáka v bojích, jež se stále více přesouvají do měst. Zbraň měla být podle záměru připravena do služby do roku 2000. NATO vzneslo požadavek, aby zbraň byla schopna využívat náboje, které by pronikly neprůstřelnou vestou.
P90 se dostala do aktivní služby již v roce 1994.
Od té doby používají P90 i některé ozbrojené jednotky.

## Popis zbraně

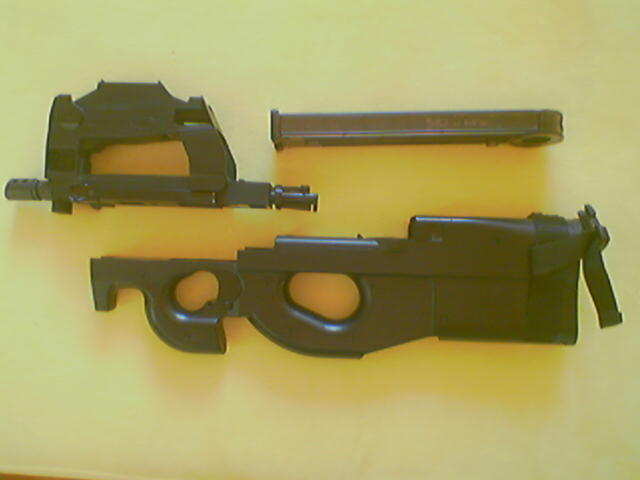
Zbraň FN P90 na airsoft je velmi snadno rozložitelná na základní části, které se dobře čistí. Podobná jednoduchost je i u originálu.

P 90 má neuzamčený závěr, který střílí z přední polohy a není vybavena střeleckou pohotovostí. Spoušťové ústrojí je převážně tvořeno z polymeru a je uloženo v kontejneru, který lze snadno vyjmout z pažby zbraně. Natažení závěru zajišťují nezávislé napínací páky umístěné po stranách zbraně.  Zbraň je navržena tak, aby ji mohli používat jak leváci, tak praváci.  Z obou stran je tedy více méně symetrická. Využívá náboje 5.7 × 28 mm a naprosto unikátní systém podávání nábojů, které se z plastového zásobníku před podáním do komory otočí o 90°. P90 využívá systém Bullpup, díky kterému si ponechává relativně dlouhou hlaveň při velmi krátkých rozměrech zbraně, díky tomu má větší přesnost. Zbraň má velmi atypický tvar, který je navržen pro ideální pohyb bojovníka mezi domy. Tělo zbraně se nachází během útočné pozice u těla střelce, čímž zbraň nepřesahuje jeho postavu. Výhodou je snadná manipulace v členitém terénu a odstranění nebezpečí, že střelec zavadí hlavní o překážku. Na obou stranách hlavně se pak nacházejí střelecké mušky v souvislosti s jejím oboustranným použitím.
Specifické je i držení zbraně, kdy se na něm podílejí obě dvě ruce. Jedna na spoušti a druhá se umístí do připraveného otvoru pro stabilizaci těla zbraně a tedy i hlavně, která je zde umístěna. Prázdné nábojnice odpadávají ze spodní části zbraně, nevyskakují tedy po straně, což umožňuje opět její oboustranné využívání. Na druhou stranu není možno střílet se zbraní položenou spodní stranou k zemi, či k jiné rovině. Nábojnice pak nemají kudy vypadávat ven a zbraň se snadno zasekne.
P90 je snadno rozložitelná, čímž se usnadňuje její údržba a případná výměna poškozených částí.
Zbraň je možné vybavit doplňky v podobě tlumiče, kolimátoru, svítilny, laseru, či záchytkou na prázdné nábojnice.
FN P90 nepatří do kategorie samopal, ale do kategorie zbraní PDW (Personal Defense Weapon – zbraň osobní obrany). Střela vypálená z P90 má úsťovou rychlost 716 m/s a váží jen 2,02 g. Úsťová kinetická energie střely je 538 J.
Od roku 2005 se vyrábí civilní verze zbraně PS90 s prodlouženou hlavní na 407 mm a zásobníkem na 10, 30 nebo 50 ran podle místní legislativy.